# Salve Regina (Anacleto Bendazzi)
Salve Regina è la più nota composizione poetica dell'enigmista Anacleto Bendazzi.
La caratteristica che ha fatto la fortuna del componimento, un'invocazione a Maria Regina, è che può essere letta indifferentemente in latino e in italiano.